# 帕尔丰德吕 (默兹省)
帕尔丰德吕（法語：Parfondrupt，法語發音：[paʁfɔ̃dʁy]）是法国默兹省的一个市镇，属于凡尔登区。

## 地理
帕尔丰德吕（49°9'24"N, 5°43'39"E）面积8.53 平方千米，位于法国大東部大區默兹省，该省份为法国西北部内陆省份，北与比利时接壤，西接马恩省和阿登省，南至上马恩省和孚日省，东临默尔特-摩泽尔省。
与帕尔丰德吕接壤的市镇（或旧市镇、城区）包括：比济-达尔蒙、埃讷蒙、帕雷、圣让莱比济、维莱苏帕雷。

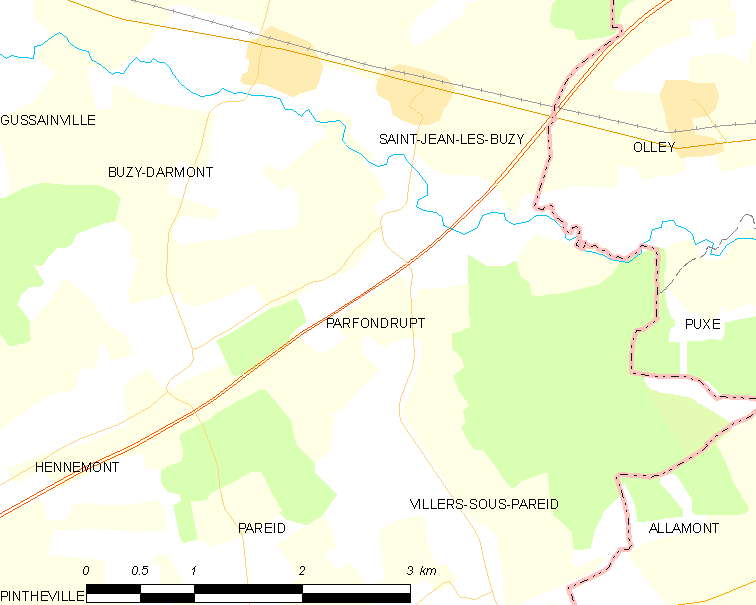
的OSM定位图

帕尔丰德吕的时区为UTC+01:00、UTC+02:00（夏令时）。

## 行政
帕尔丰德吕的邮政编码为55400，INSEE市镇编码为55400。

## 政治
帕尔丰德吕所属的省级选区为埃坦县。

## 人口

1962-2008年间人口变化图示

帕尔丰德吕于2022年1月1日时的人口数量为42人。